# Geum oregonense
Geum oregonense là loài thực vật có hoa trong họ Hoa hồng. Loài này được (Scheutz) Rydb. mô tả khoa học đầu tiên năm 1898.